# God of War (seria)
God of War – seria gier wideo z gatunku przygodowej gry akcji wydawanych na platformach PlayStation oraz Microsoft Windows. Jej głównym bohaterem jest Kratos.

## Lista gier cyklu

### God of War
God of War – pierwsza gra z serii wydana 22 marca 2005 na PlayStation 2.

### God of War II
God of War II – druga część serii. Jej amerykańska premiera odbyła się 13 marca 2007, a europejska 27 kwietnia 2007.

### God of War: Chains of Olympus
God of War: Chains of Olympus – pierwsza gra na PlayStation Portable.

### God of War Collection
God of War Collection – zestaw dwóch pierwszych gier przeniesionych (tzw. port) z PlayStation 2 na PlayStation 3 i PlayStation Vita z podwyższoną rozdzielczością.

### God of War III
God of War III – trzecia część głównej serii na PlayStation 3. Jej światowa premiera odbyła się 16 marca 2010, a europejska trzy dni później. Jest to pierwsza gra, która doczekała się pełnej polskiej wersji językowej. 14 lipca 2015 roku została wydana ulepszona wersja na PlayStation 4 zatytułowana God of War III Remastered.

### God of War: Duch Sparty
God of War: Duch Sparty – druga część na PlayStation Portable.

### God of War Collection – Volume II
God of War Collection – Volume II – to zestaw dwóch gier z serii na PlayStation Portable, przeniesionych na PlayStation 3 z podwyższoną rozdzielczością.

### God of War Saga
God of War Saga – kompilacja pięciu pierwszych gier z serii God of War wydanych na PlayStation 3.

### God of War: Wstąpienie
God of War: Wstąpienie – prequel oryginalnej trylogii. W trakcie gry gracz będzie mógł poznać pochodzenie Kratosa i początki jego walki o wolność.

### God of War
Podczas targów Electronic Entertainment Expo w 2016 roku zapowiedziano wydanie nowej odsłony serii zatytułowanej tak jak pierwsza część – God of War. Fabuła gry została oparta na mitologii nordyckiej. Premiera gry na platformie PlayStation 4 odbyła się 20 kwietnia 2018 roku oraz 14 stycznia 2022 na Microsoft Windows.

### God of War Ragnarök
9 listopada 2022 wydano sequel God of War (2018), pod tytułem God of War Ragnarök.

## Sprzedaż
Na konferencji prasowej na targach E3 w Los Angeles firma Sony ujawniła, że wszystkie części serii God of War zostały do tej pory sprzedane w ponad 20 milionach egzemplarzy.
Według danych z 2012 roku sprzedano następującą liczbę egzemplarzy poszczególnych części cyklu:
| Tytuł gry                     | Sprzedaż SCE America | Sprzedaż SCE Japan | Sprzedaż SCE Europe | Ogólna sprzedaż |
| ----------------------------- | -------------------- | ------------------ | ------------------- | --------------- |
| God of War                    | 2 881 524            | 142 990            | 1 592 833           | 4 617 347       |
| God of War II                 | 2 527 522            | 113 280            | 1 603 727           | 4 244 529       |
| God of War III                | 2 818 033            | 417 866            | 1 961 733           | 5 197 632       |
| God of War Collection         | 1 748 663            | 155 600            | 514 253             | 2 418 516       |
| God of War: Chains of Olympus | 1 728 407            | 136 478            | 1 399 293           | 3 264 178       |
| God of War: Duch Sparty       | 530 815              | 60 429             | 605 382             | 1 196 626       |
| God of War: Origins           | 424 464              | 47 336             | 239 937             | 711 737         |